# Ameen Tanksley
Ameen Tanksley (ur. 9 lutego 1992) – amerykański koszykarz występujący na pozycjach rzucającego obrońcy oraz niskiego skrzydłowego, obecnie zawodnik Metaquotes AEL Limassol.
24 czerwca 2017 został zawodnikiem Polpharmy Starogard Gdański. 17 stycznia 2018 opuścił klub.
3 października 2018 dołączył do cypryjskiego Metaquotes AEL Limassol

## Osiągnięcia
Stan na 3 października 2018, na podstawie, o ile nie zaznaczono inaczej.
NCAA
- Mistrz sezonu zasadniczego konferencji:
  - Metro Atlantic Athletic Conference (MAAC – 2013)
  - Colonial Athletic Association (CAA – 2016)
- Zaliczony do:
  - I składu turnieju CAA (2016)
  - II składu:
    - CAA (2015, 2016)
    - dystryktu X (2015 przez NABC)